# Вимощення

Вимощення

Ви́мощення — спеціальний покрив уздовж зовнішнього боку стін будинку, призначений захищати фундаменти від атмосферних опадів. Окрім своєї основної функції, вимощення також може виконувати декоративну функцію.
Відсутність вимощення суттєво впливає на довговічність експлуатування будинку.

## Виконування
Вимощення виконують на власному фундаменті — утрамбованому щебені по ущільненому фунтовому покриву (глиняний замок) за допомогою бетонного чи асфальтобетонного покриву. Зазвичай поверхня вимощення розташована під тупим кутом до стіни — щоб під стінами не збиралася дощова вода.